# 四格漫畫

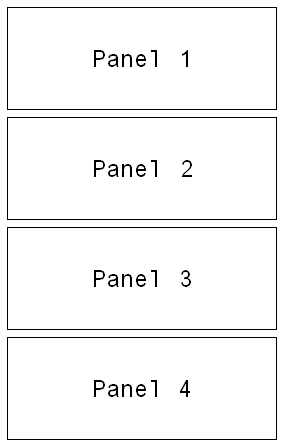
直排的四格漫畫版面

四格漫畫是使用4個格數來構成一段故事的一種漫畫形式。很久以前就是用來描寫最小限度的故事的固定型式。現在也有許多四格漫畫専門的漫畫雜誌。

## 起源
北澤樂天在1902年製作了第一篇四格漫畫，名稱為《時事漫畫》。一般認為其作品受到Frank Arthur Nankivell以及Frederick Burr Opper政治漫畫作品的影響。

## 形式與内容的傾向
以直行的方式在1行的4個格子裡配置起承轉合，在第4格內配置收尾的作法是基本的表現形式。也有用橫列、1行2格、或是2行構成的方式。另外也可能為了某些需要，變更為5格（第2行的第5格是其他格子的4倍大）、3格（急轉直下）、8格等不同的格數。最近有在第3格配置收尾的兩段收尾，與本來應該是標示內容主題的副標題（subtitle）也用來作為收尾的一個要素（看完第4格後才會理解副標題的意義）等，不一定遵循傳統式起承轉合來博君歡笑的作品也變多了。

### 日本
四格漫畫最早本來是在新聞、雜誌的角落刊載，而現在有出版了許多四格漫畫専門雜誌。在日本的這個現象是從發端於石井壽一破壞了既存的「起承轉合」結構限制的前衛性四格漫畫，自石井以後四格漫畫在漫畫市場裡佔有相當大的一塊地盤。
另外，過去的作品多半著眼於故事的趣味性與收尾的畫龍點睛之妙，不過在現今，注重畫風、角色性、萌等其他要素的作品也逐漸增加中。

## 有條目的四格漫畫一覽
由於要記述全部的四格漫畫是不可能的事，在此只刊載中文維基百科上有條目的作品。

### 日本
- ○本的住人
- 純白交響曲pc版遊戲網站
- 1年777組
- GA 藝術科美術設計班
- Little Busters!
- QUIZ MAGIC ACADEMY
- Sketch Book～素描簿～
- ROM-LESS 虛擬女僕貓餐館
- はちゅねミクの日常 ろいぱら！
- ポケットモンスター
- 一起一起這裡那裡
- 人小鬼大
- 三者三葉
- 女生怕男生
- 女僕水果盤
- 幻想水滸傳4 四格漫畫集
- 加油!菜鳥老師
- 向陽素描
- 我們這一家
- 姊妹的方程式
- 幸運☆星
- 東方儚月抄 〜 月のイナバと地上の因幡
- 狐魅家族日記簿
- 花花小梅
- 金色琴弦 ～primo passo～ 四格漫畫協奏曲
- 限制級殺手
- 笑園漫畫大王
- 迷糊探險隊
- 迷糊餐廳
- 從0開始
- 教艦ASTRO
- 造夢同人誌
- 備長炭
- 惡魔美眉救救我
- 落花流水
- 鈴鈴妹妹！
- 隔壁的山田君
- 機動戰士：鋼彈桑
- 同棲女子寮
- K-ON!
- 愛殺寶貝
- 超萌！高校生同居日記
- 妄想學生會
- 搞姬日常
- 月刊少女野崎君
- 黃金拼圖
- 請問你今天要來點兔子嗎?
- 隔壁的吸血鬼美眉

### 台灣
- 澀女郎
- 雙響炮
- 菜頭與土豆
- 張雨生大兵日記
- OL蔡桃桂
- 閰小妹
- 烏龍院

### 香港
- 老夫子
- 牛仔
- 梁進

### 中国大陆
- 邻居家是画漫画的阿幺
- 三毛系列
- 非人哉

## 外部連結
- 發行四格雜誌的出版社的官方網址
  - 芳文社（页面存档备份，存于）
    - まんがタイムきらら★公式サイト（页面存档备份，存于）

  - 竹書房（页面存档备份，存于）
    - 四齣堂（页面存档备份，存于）
    - http://ameblo.jp/sukupara/（页面存档备份，存于）

  - http://www.bunkasha.co.jp/（页面存档备份，存于）

  - 大洋図書（页面存档备份，存于）
  - 秋田書店（页面存档备份，存于）

  - 一迅社（页面存档备份，存于）
    - http://www.ichijinsha.co.jp/palette/（页面存档备份，存于）

- 其他
  - 四格研究所[永久] - 刊載跟四格漫畫有關的各項研究成果。
  - 新聞漫畫研究所 - 收集刊載在日本的新聞上連載的漫画作品的情報。
  - 4-koma magazine（页面存档备份，存于） - 刊載各四格雜誌的特徵、歷史、推薦作品等。
  - livedoor 每日四格 - 可以在線上觀賞的四格漫畫。每天更新。

- 新聞社的官方網站、請從新聞#日本的新聞社一覧參照各新聞的條目。
- 四格漫畫家與漫畫作品的官方網站、愛好者網站等，請參照各漫画家、漫画作品的條目。